# Romolo Augusto
Flavio Romolo Augusto, noto anche con il diminutivo di Augustolo, cioè Piccolo Augusto (in latino Flavius Romulus Augustus; 465 circa – dopo il 511?), è considerato tradizionalmente l'ultimo imperatore romano d'Occidente, perché dopo la sua deposizione a opera del generale barbaro Odoacre, re degli Eruli, non fu nominato alcun nuovo imperatore. La sua deposizione segna convenzionalmente la fine dell'impero romano d'Occidente e l'inizio del Medioevo. Giuridicamente però non ottenne nessun riconoscimento da Costantinopoli.
Le fonti storiche danno pochi dettagli sulla sua vita. Fu messo sul soglio imperiale dal padre Flavio Oreste, magister militum dell'esercito romano dopo la deposizione del precedente imperatore, Giulio Nepote. Romolo, poco più che un bambino, fu di fatto un fantoccio nelle mani del padre. Regnò solo per dieci mesi. Fu spedito da Odoacre a Napoli, al Castellum Lucullanum, dopodiché scompare dalle fonti.

## Biografia

### Ascesa al trono

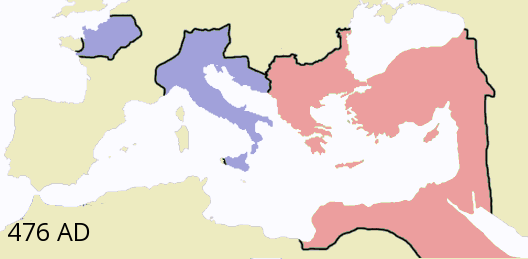
Impero romano d'Occidente (in blu) e Impero Romano d'Oriente (in rosso), nel 476: l'exclave in Gallia corrisponde al Regno di Soissons.

Romolo era figlio del magister militum Flavio Oreste, un cittadino romano di origine barbara della Pannonia. La madre è incerta: è stato ipotizzato fosse Flavia Serena, figlia del comes del Norico Romolo, originario di Poetovio, oppure una nobildonna di nome Barbaria.
Dal 474 era imperatore d'Occidente Giulio Nepote, nominato tale dagli imperatori d'Oriente Leone I e Zenone. Nel 475 Nepote rimosse il patrizio e magister militum dell'Occidente, il gallo-romano Ecdicio, per nominare al suo posto Oreste. Quest'ultimo, ottenuto il sostegno dell'esercito, si mosse da Roma ed entrò a Ravenna il 28 agosto, obbligando Nepote, impossibilitato a resistere, a fuggire in Dalmazia, a Salona. Dopo circa due mesi, durante i quali aveva forse atteso un riconoscimento da parte dell'impero d'Oriente, il 31 ottobre dichiarò decaduto Nepote e nominò imperatore il figlio Romolo, che aveva 12 o 14 anni e che poteva assurgere al soglio imperiale perché la madre era di stirpe romana.

### Regno
Romolo era un adolescente incapace di assumere le responsabilità che il potere comportava. Fu così Oreste a detenere effettivamente il potere in nome del figlio. A nome di Romolo vennero coniate quantità di solidi d'oro a Roma, Milano e Ravenna, alcune persino ad Arles, perché la Gallia narbonese era una delle poche province ancora in mano romana. Il problema più urgente era gestire le truppe barbariche che erano poste a difesa dell'impero, nominalmente fedeli all'imperatore, ma effettivamente tenute a bada dai pagamenti versati continuamente attingendo alle casse dello Stato.
Nel 476 la situazione si fece più difficile quando alcune truppe mercenarie barbariche composte da Eruli, Sciri e Turcilingi chiesero di ottenere delle terre in Italia, che Oreste però non concesse. Questi popoli si rivoltarono sotto la guida del capo sciro Odoacre, eleggendolo re il 23 agosto. Oreste si rinchiuse a Pavia, confidando nelle possenti fortificazioni della città, ma Odoacre assediò Pavia e la conquistò, catturando così Oreste. Oreste fu quindi condotto a Piacenza e ucciso per volere di Odoacre. Quest'ultimo occupò poi Ravenna, dopo avere sconfitto e ucciso il fratello di Oreste, Paolo, e il 4 settembre 476 depose Romolo Augusto.
Romolo, verosimilmente dietro pressione di Odoacre, inviò una lettera all'imperatore Zenone (che aveva appena guadagnato nuovamente il regno dopo essere stato spodestato da Basilisco) in cui affermava che non c'era bisogno di due imperatori e che era opportuno affidare il comando dell'Italia a Odoacre.
Odoacre inviò a Costantinopoli le insegne imperiali: la sovranità sulle terre dell'Occidente passò quindi formalmente a Zenone, imperatore d'Oriente, che riconobbe Odoacre governatore d'Italia con il titolo di patrizio, anche se non di nomina ufficiale. Tuttavia Giulio Nepote continuò dalla Dalmazia a rivendicare il trono d'Occidente fino alla morte (480), nominalmente riconosciuto come Augusto sia da Odoacre che da Zenone (il quale non aveva mai dato il suo appoggio a Romolo, a differenza di Basilisco). Comunque la fine ufficiale dell'impero non modificò, sull'immediato, i modi di vita della popolazione romana d'Italia, già da tempo mutati. Le istituzioni come il Senato e il consolato proseguirono a riprova del fatto che ormai da tempo l'impero d'Occidente era solamente un nome privo di effettivo potere. È anche da rilevare che le regioni su cui si estendeva il potere, almeno formale, dell'Impero d'Occidente erano, nella fase finale dell'impero stesso, ridotte all'Italia, alla Provenza e a parte delle province del Norico, della Rezia, della Dalmazia, della Sicilia orientale e l'exclave in Gallia del regno di Soissons.

## Vita dopo la deposizione
La successiva vita di Romolo è misteriosa. L'Anonimo Valesiano afferma che Odoacre lo abbia risparmiato in virtù della sua giovane età, esiliandolo a Napoli nel Castellum Lucullanum, l'antica villa di Lucullo, attuale Castel dell'Ovo, e concedendogli un vitalizio di seimila soldi annui (la rendita di un senatore facoltoso). Giordane e Marcellino Comes confermano che Odoacre lo esiliò in Campania, ma non menzionano nessun vitalizio. Da questo momento scompare dalle fonti.
Nell'opera Storia del declino e della caduta dell'Impero romano, Edward Gibbon afferma che i discepoli di san Severino furono invitati nel 488 da una «dama napoletana» (forse la madre dell'ex-imperatore) a portare il corpo del santo nella villa, che fu trasformata in monastero prima del 500 per contenere i resti del santo.
Cassiodoro, segretario del re ostrogoto Teodorico il Grande, scrisse una lettera a un certo «Romolo» nel 507, confermando una pensione. Nel 1886 lo storico Thomas Hodgkin avanzò l'ipotesi che il Romolo in questione fosse proprio l'ultimo imperatore romano d'Occidente. Nulla però supporta tale affermazione.

## Giudizi su Romolo Augusto

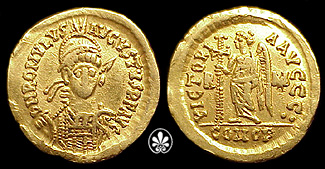
Solido di Romolo Augusto, celebrante le vittorie militari degli augusti

Romolo è largamente noto con il nome, datogli in antichità, di Romulus Augustulus (italianizzato in «Romolo Augustolo»); la terminazione in -ulus denota il diminutivo, quindi il nome significava «Romolo il piccolo Augusto». In effetti il nomignolo era doppiamente significativo perché si riferiva sia alla giovane età dell'imperatore sia alla sua insignificanza politica, essendo il vero potere nelle mani del padre Oreste. Gli autori di lingua greca giunsero persino a storpiare il nome Romulus in Μωμῦλλος («Momyllos»), «piccola disgrazia».
Tradizionalmente Romolo Augusto è ritenuto essere l'ultimo imperatore romano d'Occidente: con un nome che fa riferimento ai fondatori di Roma e dell'Impero romano sarebbe stato difficile resistere alla tentazione di trarre questa conclusione, e infatti già nel VI secolo, lo storico Marcellino Illirico considerava l'impero romano terminato nel 476.
Alcuni storici ritengono essere Giulio Nepote l'ultimo imperatore d'Occidente perché Odoacre, quando chiese all'imperatore d'Oriente Zenone di essere riconosciuto come magister militum e patricius, ebbe come contropartita di riconoscere a sua volta come imperatore d'Occidente Giulio Nepote. Odoacre accettò di riconoscere Nepote e infatti fece anche battere delle monete con la sua effigie fino al 480, quando Nepote fu ucciso dal comes Ovida con la possibile complicità dell'ex-imperatore d'Occidente Glicerio. Secondo alcune interpretazioni questa è la reale data della fine dell'impero romano d'Occidente. Questa tesi è minoritaria dato che Zenone non aveva la facoltà di eleggere un imperatore, potere detenuto, almeno in via formale, dal Senato romano e il Senato aveva riconosciuto come imperatore Romolo Augusto. Qualche storico considera addirittura il 486 l'anno di caduta dell'impero d'Occidente perché in quell'anno venne a cessare l'ultimo effettivo baluardo della romanità in Occidente, dal momento che il Dominio di Noviodunum Suessiorum nella Gallia settentrionale (il cosiddetto regno di Soissons) fu annesso al regno dei Franchi. La tesi è comunque difficilmente sostenibile dato che Siagrio, ultimo governatore della Gallia, non aveva mai assunto la porpora.